# 澳大利亞州暨領地下議院選區
澳大利亞州暨領地下議院選舉分區（簡稱「州選區」；State Electoral District）是個與澳大利亞各州（包括北領地）下議院議員選舉分區的全名。多數的選舉分區（澳大利亞首都特區與塔斯曼尼亞州除外）最終皆將自眾多候選人之中，選舉出當選人1位來代表選區內的投票者的民意。各選區內的人口數和選區範圍依各州州情而定；現在澳大利亞的州選區和議席有409座。
「州選區」一般不指各州的上議院（設有上議院的州有新南威爾斯州、南澳州、塔斯曼尼亞州、維多利亞州與西澳州）。由於州情和歷史之故，新南威爾斯州與南澳州的上議院議員選舉，不劃定選舉分區，因此須對州內全境的投票人負起政治責任。在塔斯曼尼亞州，有選舉區域的劃分；每一選區皆有上議員1名代表選民問政。於維多利亞州和西澳州，則是一個選區內有多位當選名額，因此同一選區有數名上議員對選區內的投票人負責。昆士蘭州早已廢置上議院。

## 各州選區概況

### 澳大利亞首都特區
此行政區域共劃定五個選舉分區，每個選區以比例代表制選出的當選名額有五席，總數為25名。

### 新南威爾斯州

2019年新南威爾斯州選舉分區與選舉結果

新南威爾斯州全境有議席93座。

### 北領地
北領地內有25個當選名額1席的選舉分區。

### 昆士蘭州
昆士蘭州有93個選舉分區。

### 南澳州
南澳州共劃定47個選舉分區，每一選區的下議員當選名額為1席。

### 塔斯曼尼亞州

2021年塔斯曼尼亞州立法會的選舉分區

塔斯曼尼亞州立法會共劃定5個選舉多人分區，並與聯邦選區同名同範圍。反而上議院（立法局）由15個單選區議席組成，並且每年梅花間竹改選兩至三席。這樣的安排屬全國特有。

### 維多利亞州

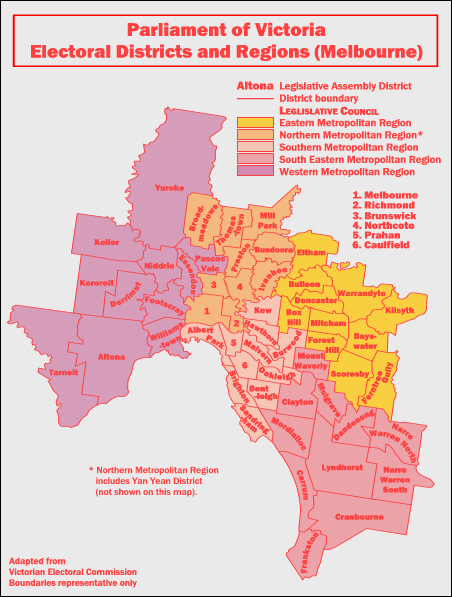
墨爾本地區下議員的選舉分區與選舉結果

維多利亞州下議院的議員選舉分區有88個。

### 西澳州
西澳州共劃定59個選舉分區，每一選區的下議員當選名額為1席。其中有42席於伯斯地區選舉出，其餘地區有17席。